# Alas! Poor Yorick!
Alas! Poor Yorick! er en amerikansk stumfilm fra 1913 af Colin Campbell.

## Medvirkende
- Wheeler Oakman
- Tom Santschi
- Lillian Hayward
- Hobart Bosworth
- John Lancaster